# Cangas del Narcea
Cangas del Narcea és el conceyu més gran de la Comunitat Autònoma del Principat d'Astúries i un dels més grans d'Espanya. Està situat al sud-oest del Principat. La capital és Cangas del Narcea, que és travessada pel riu Narcea del que procedeix el seu nom i pel riu Naviego. Limita al nord amb Allande i Tinéu, a l'oest amb Ibias, al sud amb Degaña i el municipi lleonès de Laciana, i per l'est amb Somiedo.
Té una població de 15.437 habitants, amb la capital a la vila de Cangas del Narcea, i les seves poblacions amb més nombre d'habitants són per aquest ordre: la capital Cangas del Narcea, Corias, Limés, Moal, Llano, Rengos i Gedrez. La capital està a una distància de 90 kilòmetres d'Oviedo, la seva principal via de comunicació és la carretera autonòmica del corredor del Narcea.

## Història

### La Prehistòria i l'antiguitat
El consell no té una similitud en restes del Paleolític amb els consells veïnals que si els tenen, així les restes tumulars que en els consells limítrofs hi ha en gran abundància, aquí tot just existeixen. Els indrets més arcaics on es van detectar restes corresponen a l'edat de ferro i la Cultura Castrenya, que és representada amb més de vint emplaçaments de gran importància i amb abundants restes de treball d'or que es poden agrupar en tres conjunts: en primer lloc, el de la vall del riu Eirrondu, en segon lloc, prop del cabal del Narcea i en tercer, al costat del riu Ibias, on es van trobar restes de monedes i de ceràmica que completa les proves de la presència romana en aquesta zona.
El que sí que hi ha és una absència de notícies que va des del poder romà fins a l'edat mitjana, on es van començar a trobar notícies d'aquest territori, però no amb la configuració que té avui dia el consell de Cangas del Narcea, ja que en un primer moment, les seves extensions es reduïen a la vall del riu Naviego. Per una altra banda, es creu que en els segles x i xi hi havia, en aquesta zona, una gran quantitat d'aristocràcia amb grans propietats, els quals van fundar els monestirs. Tots aquests petits monestirs van caure sota el predomini del de Corias, que va tenir una gran influència a la història d'aquest consell. Va ésser fundat pels comtes Piñolo i Aldonza, pertanyents a la més influent noblesa asturiana, amb una gran fortuna tant en terres com en diners.

### L'Edat Mitjana i la Moderna
Al segle xiii, va ésser el rei Alfons X de Castella qui amb el seu programa de repoblació fundà una pobla anomenada: Cangas de Sierra en 1255, centralitzant-se l'activitat administrativa i econòmica d'aquesta zona. La baixa edat mitjana va portar per al consell de Cangas, el pas per diferents mans senyorials; com una manera de portar el suport d'aquests a la corona. Va ésser el rei Alfons XI de Castella el que va donar una sèrie de privilegis a la gent de la zona i al monestir de San Juan de Corias, per tal d'evitar el despoblament de la zona.
Els segles xiv i xv, estan marcats per diferents tipus de lluites, fins a caure el consell en mans de la poderosa família Quiñones, essent restituït, més tard, a la corona pel rei Enric III de Castella. Tanmateix hi va haver diferents enfrontaments entre els corregidors manats per la corona i la família Quiñones, que ostentaven el comtat de Luna, acabant-se en un plet que es va resoldre l'any 1553 a favor del rei, i aconseguint Cangas la seva autonomia amb jurisdicció ordinària de reialenga. L'Edat Moderna, va portar grans canvis, tant territorials com administratius, destacant la desamortització del rei Felip II que no va assolir esfondrar la puixança del monestir de San Juan de Corias, el qual ja havia anat perdent influència i algunes terres en els darrers anys, però que seguia tenint la seva influència sobre el vast territori.
En els segles xvi i xvii, el concejo de Cangas del Narcea passa a formar part de la Junta General del Principat d'Astúries. En aquest segle, la dedicació del concejo és principalment ramadera i agrícola. En el segle xviii, cal destacar una activitat antisenyorial pels abusos comesos per la noblesa, manant un memorial al rei amb totes les queixes, aquest va ser un llarg procés que continuarà en l'Audiència d'Oviedo i en el Consell de Castella, fins a assolir l'abolició de tots els drets senyorials.

### L'Edat Contemporània
Al segle xix va succeir la guerra de la Independència i el consell va ésser envaït dues vegades juntament amb l'incendi del seu arxiu i l'ajuntament. Però el més important d'aquesta època va ésser la desamortització de Mendizábal, que va acabar completament amb el monestir de San Juan de Corias, venent-se tot el seu patrimoni i quedant el monestir abandonat durant trenta anys, fins que novament va ésser ocupat per una comunitat de frares dominics. En aquest segle, Cangas seguia dins del seu tradicional aïllament, augmentat per la falta del ferrocarril; tot i que, malgrat tot, la vila de Cangas va començar a tenir un gran creixement degut a un altre tipus de comunicació com ara les carreteres: Espina-Ponferrada, Cangas-Oviñana, i Puente Nuevo. El segle xx, va portar als seus inicis un canvi de nom, la corporació de Cangas del Tineo el va canviar per Cangas del Narcea, i això va ésser degut al fet que la vila era el centre de tot aquest territori i no volia tenir dependència de Tinéu.

## Les Parròquies
El consell de Cangas del Narcea està dividida en 54 parròquies:

## L'Evolució demogràfica

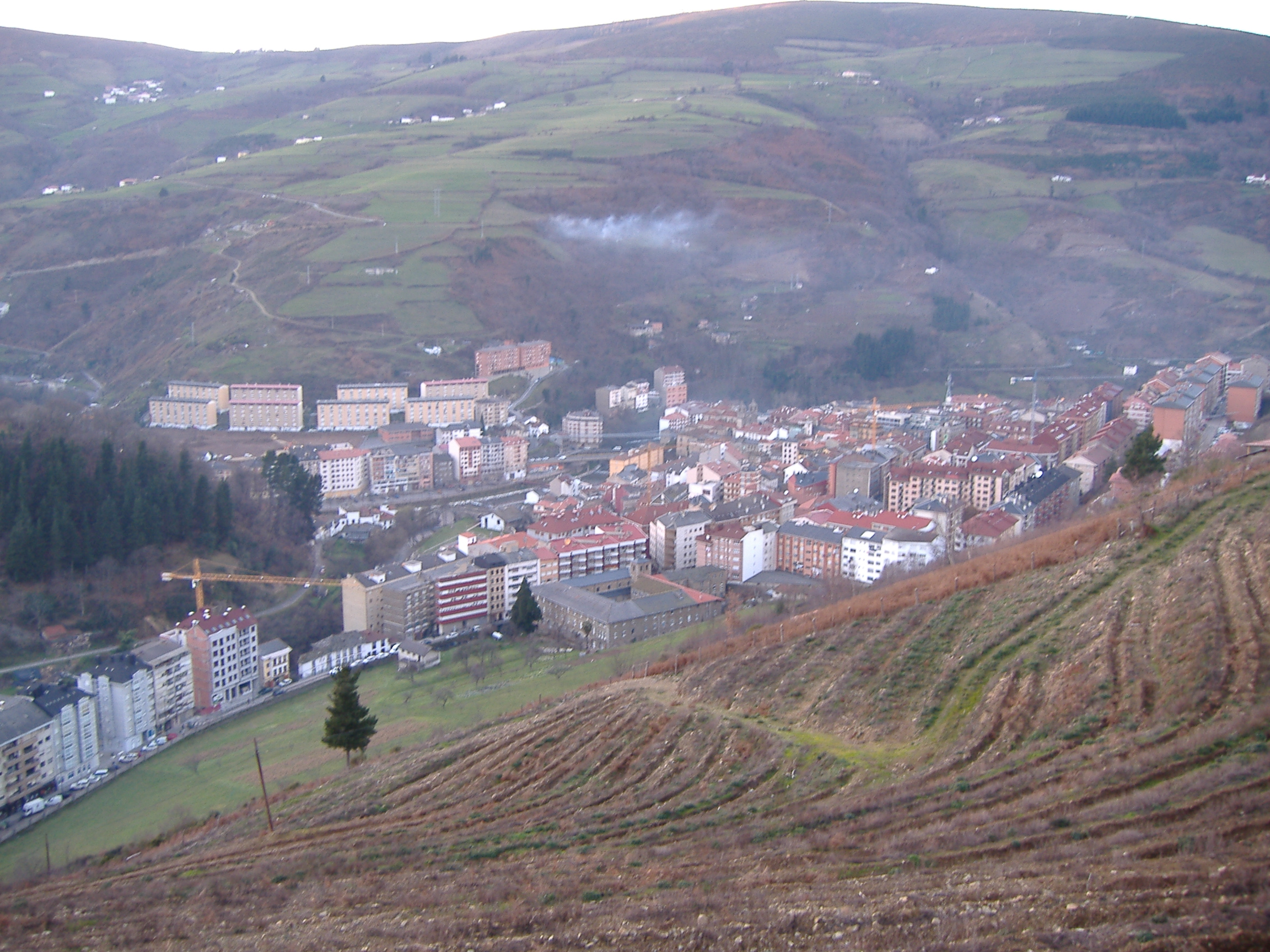
Vista de la vila de Cangas

Té les mateixes característiques que molts municipis rurals asturians, com pot ser: la seva incapacitat per a mantenir la seva població i un èxode cap a les zones industrialitzades del centre d'Astúries. Aquest consell té la peculiaritat d'estar molt separat del centre. El seu èxode rural va començar més tard que els dels altres consells, això provocà que es retardessin i anessin enrederits, però tot canvia a partir de la dècada dels 70 que va ésser emparada per la seva activitat minera i que va aconseguir un gran auge.
Fins i tot, avui dia, el seu capital segueix augmentant i arribant a tenir més de 9.000 habitants, tot rondant la categoria de petita ciutat. Encara que, geogràficament, es pot considerar com a tal, ja que posseïx tots els serveis d'una gran ciutat (hospital, jutjat, hisenda, conselleries...), la capital és un pur nucli de serveis que està situat entre el top 10 dels nuclis més urbans i grans d'Astúries, actua com una autèntica capital del suroccident, vertebrant aquest i arribant a ser el nucli urbà més gran a l'occident. Cangas capital estén el seu arc d'influència per la resta de l'occident asturià i la comarca de laciana (Lleó).
La capital ha quadruplicat la seva població en contraposició amb la resta del consell que va tenir una emigració cap a diferents punts com: la República Argentina, Madrid i el centre industrial d'Astúries. Actualment, es percep certa tornada dels emigrats, especialment dels madrilenys, després de la jubilació. Cal destacar que el nombre d'habitants del consell segueix baixant- actualment a un ritme normal- i s'espera que pràcticament s'estabilitzi en els anys vinents. Malgrat de la baixada experimentada, qualificada per alguns sectors d'alarmant, no ho pot ésser com a tal, ja que altres consells de la conca minera central han experimentat un despoblament major àdhuc estant molt més prop o inclosos en l'àrea metropolitana central asturiana. Amb tot això, Cangas del Narcea té una estructura demogràfica de les més joves d'Astúries i la seva taxa de natalitat és de les més altes del Principat, essent tot això degut a la seva explotació minera que encara que està en forta reculada, proporciona més del 30% de l'ocupació, i que es va preveure que pel 2005 hi va haver una reducció del 50% dels llocs de treball pels nous plans de reconversió.

## L'Economia
A part del sector miner, Cangas del Narcea posseeix un important sector ramader i agrícola, essent també d'esment la seva producció vinícola d'elaboració artesanal, però que, en el cas de la indústria agropecuària, també està en franca reculada. No és així el cas del sector vitivinícola que ha apostat per una producció de qualitat basada en les varietats tradicionals de raïm. El futur econòmic de Cangas del Narcea depèn de la cada vegada major afluència de turistes que visiten els carrers de la Vila a més del vast patrimoni cultural i ecològic repartit al llarg de tot el Consell. Com punt àlgid d'aquest gir cap al turisme trobem la inauguració del Parador de Turisme de Corias que es va produir l'any 2010 i les obres del qual ja han començat, serà el parador més gran d'Espanya.

## Els Canguesos il·lustres
- Alejandro Casona